# We Boom
『We Boom』（ウィーブーム）は、2019年7月29日にDreamusから発売された韓国のアイドルグループNCT DREAMの3枚目のミニ・アルバム。

## 概要
- 今作ではNCT DREAMがこれまで発表した「Chewing Gum」や「We Young」などの明るくポップなサウンドから、ダークで成熟したスタイルのコンセプトへの転換を示している[4]。
- 2019年7月25日、タイトル曲「BOOM」のミュージックビデオを先行公開した[5]。
- 鐘路区雲泥洞にある雲峴宮洋館でジャケットおよびアルバムの撮影が行われた。
- NCT DREAMのメンバーが6曲の収録曲のうち4曲の作詞に参加している。
- 2021年1月20日午前4時40分頃、タイトル曲「BOOM」のミュージックビデオのYouTube照会数が1億ビューを超え、「NCT DREAM」のミュージックビデオの中で初めての1億ビューを記録した[6]。

## チャート成績・受賞
韓国ガオンアルバム総合チャート（8月11日〜8月17日）で週間1位と、HANTEOチャート2週連続1位を記録した。
iTunesのトップアルバムチャートでスウェーデン、フィンランド、ギリシャ、ロシア、ブラジル、アルゼンチン、メキシコ、チリ、サウジアラビア、アラブ首長国連邦、エストニア、ペルー、インド、インドネシア、トルコ、モンゴル、フィリピン、ブルネイ、カタール、ベラルーシなど27の国と地域で1位を獲得した。
第34回ゴールデンディスク賞でアルバム部門本賞を受賞した。
収録曲「Bye My First」は音楽専門チャンネルMTVの「The Best K-pop B-sides Of 2019」に選定された。

## 収録曲
1. BOOM [3:15]
  - 作詞 ：송캐럿 (Jam Factory)、김민지 (Jam Factory)
  - 作曲 ：Ryan S. Jhun、Cedric 'Dabenchwarma' Smith、Keynon Moore、유영진、Curtis A Richardson、Adien Lewis
  - 編曲 ：Ryan S. Jhun、Cedric 'Dabenchwarma' Smith、Keynon Moore、유영진、Curtis A Richardson、Adien Lewis

タイトル曲。「boom」のリフが印象的なユニークなアーバンポップジャンル曲で、「NCT DREAMと一緒に夢に向かっていこう」というメッセージが込められている[12]。
2. Stronger [3:27]
  - 作詞 ：황유빈、MQ
  - 作曲 ：Bobii Lewis、DEEZ、Sonny J. Mason
  - 編曲 ：Sonny J. Mason、DEEZ

10代中心のグループらしいパワフルなエネルギー感性が引き立つトラック。
3. 119 [3:59]
  - 作詞 ：송캐럿 (Jam Factory)、JENO、JAEMIN
  - 作曲 ：Moonshine、Cazzi Opeia、Ellen Berg Tollbom
  - 編曲 ：Moonshine
4. 사랑이 좀 어려워（愛が少し難しい）(Bye My First…) [3:27]
  - 作詞 ：류다솜、김은주、JENO、JAEMIN、JISUNG
  - 作曲 ：Benjamin Ingrosso、Livvi Franc、Louis Schoorl
  - 編曲 ：Louis Schoorl

ジェノ、ジェミン、チソンが作詞に参加している。
5. Best Friend [3:24]
  - 作詞 ：Le'mon (153/Joombas)、JENO、JAEMIN、JISUNG
  - 作曲 ：Jamil 'Digi' Chammas、Anthony Russo、MZMC
  - 編曲 ：Jamil 'Digi' Chammas
6. Dream Run [3:44]
  - 作詞 ：경진희 (Jam Factory)、장정원 (Jam Factory)、JENO
  - 作曲 ：David Fremberg、Andreas Stone Johansson
  - 編曲 ：David Fremberg、Andreas Stone Johansson

歌詞にはNCT DREAMのこれまでのリード曲のタイトルや、ミニコンサート「DREAM SHOW」に関する内容も含まれている[13]。